# Futsalliga West 2019/20
Die Futsalliga West 2019/20 war die 15. Saison der Futsalliga West, der höchsten Futsalspielklasse der Männer in Nordrhein-Westfalen. Die Saison begann am 7. September 2019 und sollte mit dem letzten Spieltag am 28. März 2020 enden. Wegen der COVID-19-Pandemie wurde der Wettbewerb zunächst unterbrochen und am 8. Mai 2020 schließlich abgebrochen.
Titelverteidiger MCH Futsal Club Bielefeld-Sennestadt wurde zum Meister ernannt und nahm neben den zweitplatzierten Futsal Panthers Köln an der Deutschen Futsal-Meisterschaft 2020 teil. Am 12. Januar 2020 verkündete der SC Bayer 05 Uerdingen den Rückzug seiner Mannschaft infolge Spielermangels. Die Uerdinger standen damit als vorzeitiger Absteiger fest. Atlético Köln 96 zog am Saisonende freiwillig zurück.

## Tabelle
| Pl.               | Verein                                   | Sp. | S  | U | N  | Tore    | Diff. | Punkte |
| ----------------- | ---------------------------------------- | --- | -- | - | -- | ------- | ----- | ------ |
| 1.                | MCH Futsal Club Bielefeld-Sennestadt (M) | 14  | 13 | 0 | 1  | 112:430 | +69   | 39     |
| 2.                | Futsal Panthers Köln                     | 13  | 11 | 1 | 1  | 098:260 | +72   | 34     |
| 3.                | UFC Münster                              | 14  | 9  | 1 | 4  | 083:550 | +28   | 28     |
| 4.                | Wuppertaler SV                           | 13  | 8  | 2 | 3  | 071:430 | +28   | 26     |
| 5.                | Fortuna Düsseldorf                       | 13  | 5  | 3 | 5  | 063:530 | +10   | 18     |
| 6.                | Holzpfosten Schwerte                     | 13  | 4  | 3 | 6  | 046:470 | −1    | 15     |
| 7.                | Cherusker Detmold (N)                    | 14  | 4  | 0 | 10 | 054:590 | −5    | 12     |
| 8.                | Black Panthers Bielefeld                 | 13  | 1  | 0 | 12 | 054:121 | −67   | 03     |
| 9.                | Atlético Köln 96 (N)                     | 13  | 0  | 0 | 13 | 030:164 | −134  | 0      |
| 10.               | SC Bayer 05 Uerdingen (N)                | 0   | 0  | 0 | 0  | 000:000 | ±0    | 0      |
| Stand: Saisonende |                                          |     |    |   |    |         |       |        |

| Zum Saisonende 2019/20: | |
| Meister und Teilnahme an der Deutschen Futsal-Meisterschaft 2020: Teilnahme an der Deutschen Futsal-Meisterschaft: Abstieg in die Ober- bzw. Verbandsliga: SC Bayer 05 Uerdingen (Rückzug) | |
| | |
| Zum Saisonende 2018/19: | |
| (M) | Titelverteidiger: MCH Futsal Club Bielefeld-Sennestadt                                                 |
| (N) | Aufsteiger aus der Ober- bzw. Verbandsliga: Cherusker Detmold, Atlético Köln 96, SC Bayer 05 Uerdingen |

## Kreuztabelle
| 2019/20                              | BPB  | MCH  | DET  | DÜS  | ATK  | FPK  | MÜN  | SCH | UER  | WUP |
| ------------------------------------ | ---- | ---- | ---- | ---- | ---- | ---- | ---- | --- | ---- | --- |
| Black Panthers Bielefeld             |      | 2:13 | :    | 4:8  | 23:5 | 2:12 | 1:16 | :   | 7:7  | 2:5 |
| MCH Futsal Club Bielefeld-Sennestadt | 7:1  |      | 4:3  | 5:3  | 15:2 | 6:1  | 8:1  | 8:2 | 3:1  | :   |
| Cherusker Detmold                    | 3:1  | 4:5  |      | :    | 11:2 | 1:2  | 7:4  | 2:3 | 5:6  | 1:2 |
| Fortuna Düsseldorf                   | 8:3  | 7:8  | 8:4  |      | :    | 4:4  | :    | :   | –    | 5:3 |
| Atlético Köln 96                     | :    | 3:14 | 2:10 | 4:11 |      | 0:12 | 2:10 | :   | 9:12 | :   |
| Futsal Panthers Köln                 | 25:2 | :    | 6:1  | 6:1  | 10:1 |      | 7:3  | 3:0 | –    | 6:3 |
| UFC Münster                          | 10:6 | 7:6  | 6:2  | 3:2  | 11:3 | 2:4  |      | 3:2 | –    | 3:3 |
| Holzpfosten Schwerte                 | 6:5  | 2:5  | 6:4  | 3:3  | 11:0 | :    | 2:4  |     | –    | 4:4 |
| SC Bayer 05 Uerdingen                | –    | –    | –    | 4:8  | 9:6  | 1:11 | 7:10 | 1:4 |      | –   |
| Wuppertaler SV                       | 3:2  | 4:8  | 8:1  | 5:2  | 10:1 | :    | 5:4  | :   | 4:3  |     |
| Stand: Saisonende                    |      |      |      |      |      |      |      |     |      |     |

Die Spiele des SC Bayer 05 Uerdingen wurden nach dem Rückzug der Mannschaft aus der Wertung genommen und werden hier kursiv dargestellt.